# Sauroposeidon
Sauroposeidon var en 21 meter høj, 34 meter lang og 70 ton tung slægtning til Brachiosaurus.